# Лозуватка (Бердянський район)
Лозува́тка — село в Україні, у Приморській міській громаді Бердянського району Запорізької області. Населення — 695 осіб.

## Географія
Село Лозуватка розташоване за 21 км від адміністративного центру Приморської міської громади, на берегах річки Лозуватка, вище за течією розташоване село Новоолексіївка (0,5 км), нижче за течією — село Інзівка (6 км).

## Історія
Село засноване 1861 року. З 1923 року перебувало в складі Приморського району.
У радянські роки в школі працювала адміністрація колгоспу «Серп і молот». На початку 1990-х років колгосп «Серп і молот» почав будівництво в селі великої триповерхової школи. Через фінансові складнощі у 1995 році будівництво було зупинене. Близько 2010 року недобудовану будівлю школи було продано у приватну власність за заниженою ціною. У 2013 році суд скасував приватизацію і повернув будівлю у власність громади.
У 2017 році мешканці села Лозуватка підійшли творчо до «демонтажу» пам'ятника Леніну і вирішили просто переробити скульптуру, яку було перетворено на болгарського переселенця Діякова, що «обзавівся» шевелюрою і бородою, національним одягом. Відкриття пам'ятника відбулося з нагоди 155-річчя переселення болгар у приазовські степи.
12 червня 2020 року, відповідно з розпорядженням Кабінету Міністрів України № 713-р «Про визначення адміністративних центрів та затвердження територій територіальних громад Запорізької області», Новоолексіївська сільська рада об'єднана з Приморською міською громадою.
19 липня 2020 року, в результаті адміністративно-територіальної реформи та ліквідації Приморського району, село увійшло до складу новоутвореного Бердянського району.
24 лютого 2022 року, в ході повномасштабного російського вторгнення в Україну, село тимчасово окуповане російськими загарбниками.

## Населення

### Мова
Розподіл населення за рідною мовою за даними перепису 2001 року:
| Мова       | Кількість | Відсоток |
| ---------- | --------- | -------- |
| російська  | 327       | 47,05 %  |
| болгарська | 307       | 44,17 %  |
| українська | 61        | 8,78 %   |
| Всього:    | 695       | 100 %    |